# Tear Studio
Tear Studio Co., Ltd. (株式会社ティアスタジオ Kabushiki-gaisha Teia Sutajio?) fue un estudio de animación japonés fundado el 15 de marzo de 2013. El estudio se declaró en bancarrota el 13 de diciembre de 2019 con alrededor de 191 millones de yenes en deuda, incluidos alrededor de 47 millones de yenes para alrededor de 129 animadores.

## Establecimiento
Tear Studio fue establecido en Suginami, Tokio, Japón por Jun Katō. El 15 de marzo de 2013, Teartribe se fundó como el departamento de producción en el extranjero de Tear Studio, con el objetivo de trabajar en asociación con estudios chinos con experiencia en la industria de la animación para lograr una calidad económica y de producción estable.

## Producciones

### Anime
| Título                    | Canal de transmisión | Fecha de primera transmisión | Fecha de última transmisión | Eps | Nota(s)                                                                       | Ref(s)      |
| ------------------------- | -------------------- | ---------------------------- | --------------------------- | --- | ----------------------------------------------------------------------------- | ----------- |
| Lord of Vermilion         | Tokyo MX             | 13 de julio de 2018          | 28 de septiembre de 2018    | 12  | Basado en la serie Lord of Vermilion de Square Enix. Coproducción con Asread. | [ 5 ] [ 6 ] |
| Nande Koko ni Sensei ga!? | Tokyo MX, BS11, AT-X | 8 de abril de 2019           | 24 de junio de 2019         | 12  | Basado en el manga de Soborou.                                                | [ 7 ] [ 8 ] |

### Películas
| Título               | Fecha de lanzamiento  | Nota(s)                                                                 | Ref(s)      |
| -------------------- | --------------------- | ----------------------------------------------------------------------- | ----------- |
| Ōshitsu Kyōshi Haine | 16 de febrero de 2019 | Un proyecto nuevo basado en una serie japonesa escrita por Higasa Akai. | [ 9 ] [ 6 ] |

### OVA's
| Título                    | Fecha de lanzamiento    | Eps | Nota(s)                                                                     | Ref(s)        |
| ------------------------- | ----------------------- | --- | --------------------------------------------------------------------------- | ------------- |
| Fragtime                  | 22 de noviembre de 2019 | 1   | Basado en el manga escrito por Sato. Coproducción junto a East Fish Studio. | [ 10 ] [ 11 ] |
| Nande Koko ni Sensei ga!? | 11 de diciembre de 2019 | 1   | OVA de la serie Nande Koko ni Sensei ga!?                                   | [ 12 ]        |